# ゴンサレス・ビアス
ゴンサレス・ビアス(González Byass)は、スペイン・アンダルシア州カディス県に拠点をおくシェリー生産者（ワイナリー）。代表銘柄の「ティオ・ペペ」で知られている。日本への輸入元はメルシャン（キリン）であり、メルシャンはスペイン語姓であるGonzálezも英語読みしたゴンザレス・ビアスと表記している。

## 歴史
1835年、23歳だったマヌエル・マリーア・ゴンサーレス・アンヘルによってワイナリーが設立された。叔父のホセ・アンヘル・デ・ラ・ペーニャ（ペペ叔父さん）はシェリーの利き酒の名手であり、若い甥にワイナリー設立の助言を与えた。初年度の輸出量は10樽程度だったが、3年後には819樽にまで増加させた。19世紀半ばにはイギリス人ワイン販売代理業者のロバート・ブレイク・ビアスを共同経営者に迎え、ゴンサーレス家とビアス家の姓をとってゴンサレス・ビアス社となった。
ペペ叔父さんは辛口のフィノを愛好しており、自分が飲むためのフィノを自ら熟成し、樽には「ティオ・ペペ」（ペペ叔父さん専用樽）と書いていた。1844年に試験的に「ティオ・ペペ」をイギリスに出荷したところ大好評を得て、やがて世界的なベストセラーとなった。1837年に立ち上げられた「ティオ・ペペ」用のソレラ熟成システムは現在まで途切れることなく続いている。
19世紀半ばにはメディナセリ公爵から300年以上前に造られた桜材の樽を16個購入し、この桜材の樽はアモンティリャード「デル・デュケ」のソレラ熟成システムの基となった。1862年には女王イサベル2世がヘレスを訪れ、ゴンサレス・ビアス社はスペイン王室御用達のシェリー生産者となった。1870年頃には樽数が10,000樽を超え、ヘレス最大のシェリー生産者としての地位を確立した。
マヌエル・クリスプロ・ゴンサーレス・イ・ソトなどの第2世代は事業内容を拡張した。ゴンサーレス家は1988年に単独での支配権を得た。
ゴンサーレス家はシェリーの生産だけでなく、イギリスのスポーツであるポロの導入、スペイン初の芝面のテニスコート導入、植物栽培におけるスペイン初の電気照明と流水設備導入、スペイン初の鉄道敷設計画など、スペインの様々な工業・文化革新に関与した。1862年に女王イサベル2世がワイナリーを訪問した際には、ギュスターヴ・エッフェルの設計によるラ・コンチャ（貝殻）と呼ばれるワイナリーが建設された。このワイナリーの周囲にはすべての輸出国の国旗が入った樽が飾られている。
アンダルシア州カディス県サンルーカル・デ・バラメダにある本社は、キリスト教徒の大聖堂とイスラーム教徒のアルカサルに隣接している。1963年には本社の敷地内に、3階建てで28,000樽を収容する巨大な「ティオ・ペペ」用のワイナリーを建設した。このワイナリーの屋根には、稼働中のものとしては世界最大の風向計が立っている。1972年には80,000樽を収容する「ラス・コパス」と呼ばれる別のワイナリーを建設した。
1982年にはスペイン最高の赤ワイン産地であるリオハ地方に進出し、ボデガス・ベロニア社を傘下に収め、スティルワインの製造にも乗り出した。1997年にはボルドー・メドック地区のシャトー・マルゴーで醸造責任者を務めていたポール・ポンタリエをボデガス・ベロニアの醸造アドバイザーに迎えた。1998年にはビアス家がゴンサレス・ビアス社の経営から撤退したが、社名は変更していない。
現在のゴンサレス・ビアス社はゴンサーレス家の第4世代と第5世代によって運営されており、マウリシオ・ゴンサーレス＝ゴードン・イ・ディエスなどが経営を担っている。2004年にはグルーポ・ビップスと手を組み、マドリードに「ティオ・ペペ」という名称のレストランを8店舗開店させたが、2011年までには閉店している。2006年にはラ・マンチャ地方にワイナリーを設立し、最新設備でスティルワインの「アルトサーノ」シリーズ（赤/白）を生産している。2008年にはビーニャス・デル・ベロという著名なワイナリーを買収した。

## 広告
スペイン第二共和政下の1935年、マドリードのプエルタ・デル・ソル広場に面した建物に、ソンブレロ（山高帽）を身につけてギターを抱えた男が描かれた「ティオ・ペペ」の看板が導入された。この看板は広場の象徴的存在となり、2011年に建物の改装の際にいったん外されたが、その後この建物をApple社が買収し、完全に撤去することを決定した。看板の撤去を行わないよう求める50,000筆以上のオンライン署名が集まり、ゴンサレス・ビアス社は建物の所有者と交渉した結果、広場に面してはいるが約130m離れた別の建物の屋上に看板を設置することを決定した。約80年前の看板と比べてスリム化・軽量化が図られ、2014年に再設置がなされた。
ゴンサレス・ビアス社のワイナリーに保管されているシェリー樽には、ウィンストン・チャーチル（イギリス首相）、フアン・カルロス1世（スペイン国王）、アイルトン・セナ（F1ドライバー）、皇太子徳仁親王（日本国皇太子）など、各界の著名人が訪問した際にサインを残している。ゴンサレス・ビアス社はワイナリーを一般に公開しており、連日見学者で大盛況となる。ゴンサレス・ビアス社のワイナリーはフランスのシャトーなどとは異なって宮殿風である。

## 商品
シェリーはソレラ熟成システムと呼ばれるシェリー独特の熟成方法を用いるため、一般的には様々な年度のシェリーをブレンドしたものが出荷されるが、ゴンサレス・ビアス社は単一醸造年度のワインを樽熟成させたヴィンテージ・シェリーも販売している。ラ・マンチャ地方のワイナリーからはスティルワインの「アルトサーノ」シリーズを生産している。

### ティオ・ペペ
代表的なシェリーの銘柄としてフィノの「ティオ・ペペ」があり、パロミノ種から生産される「ティオ・ペペ」は辛口シェリーの代名詞的存在である。「ティオ・ペペ」とは「ペペおじさん」の意であり、創業者のおじの名前が由来である。
「ティオ・ペペ」は1888年4月4日に商標登録されているが、スペインで初めて登録された商標である。スペイン人の80%が認知しているブランドであり、辛口シェリーでは販売額トップを誇る。は食事とともに提供される辛口シェリーとしての地位を確立しており、日本人では吉田茂（政治家）や松田優作（俳優）が愛飲していた。

### 主要な銘柄
- ティオ・ペペ（フィノ）
- デル・デュケ（アモンティリャード）
- エル・ロシオ（マンサニーリャ）
- アルフォンソ（オロロソ）
- ソレラ1847（クリーム）
- サン・ドミンゴ（ペイル・クリーム）
- ノエ（ペドロ・ヒメネス）
- アルトサーノ（スティルワイン、赤/白）

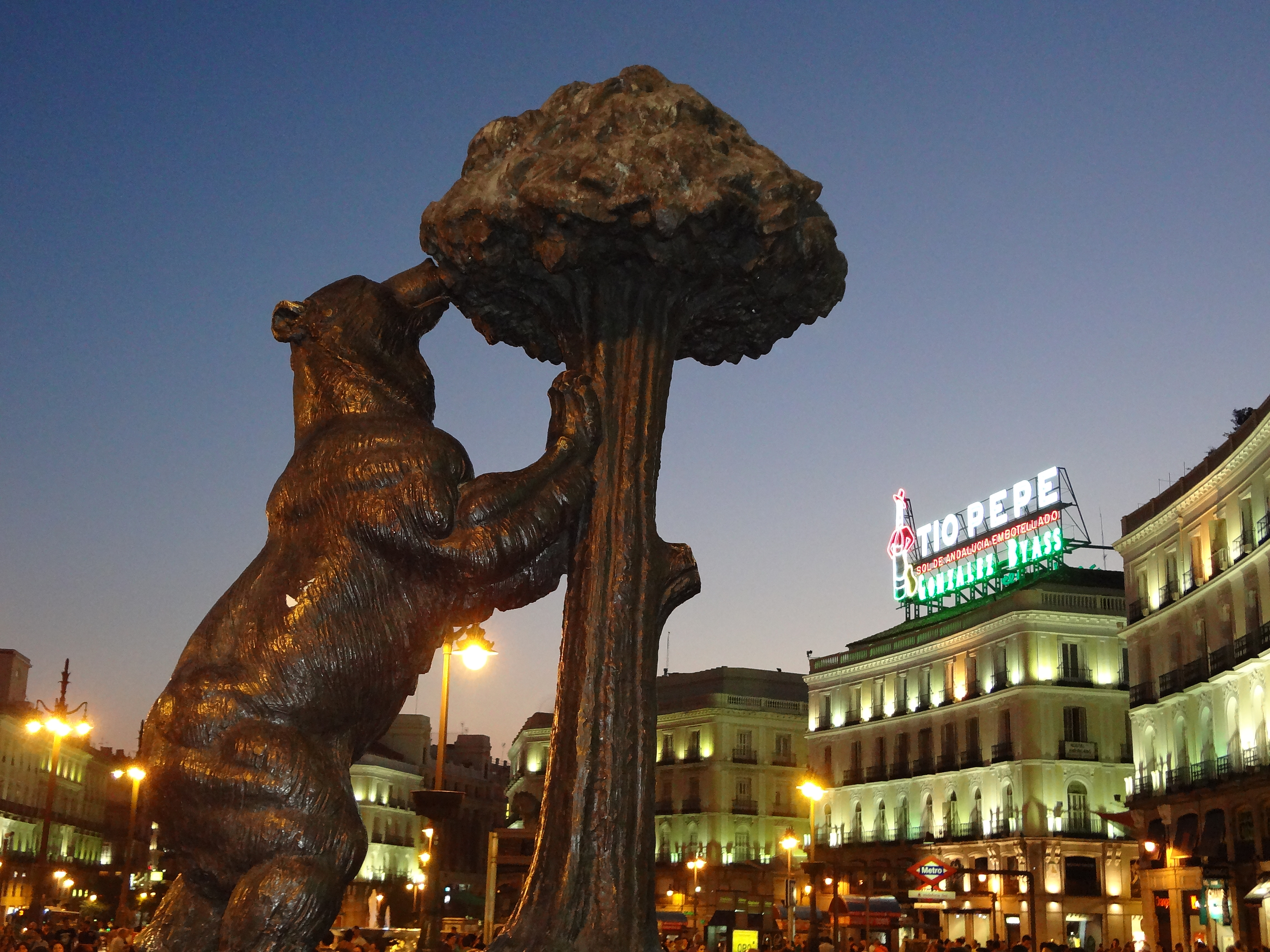
プエルタ・デル・ソル広場にある銅像と「ティオ・ペペ」の看板
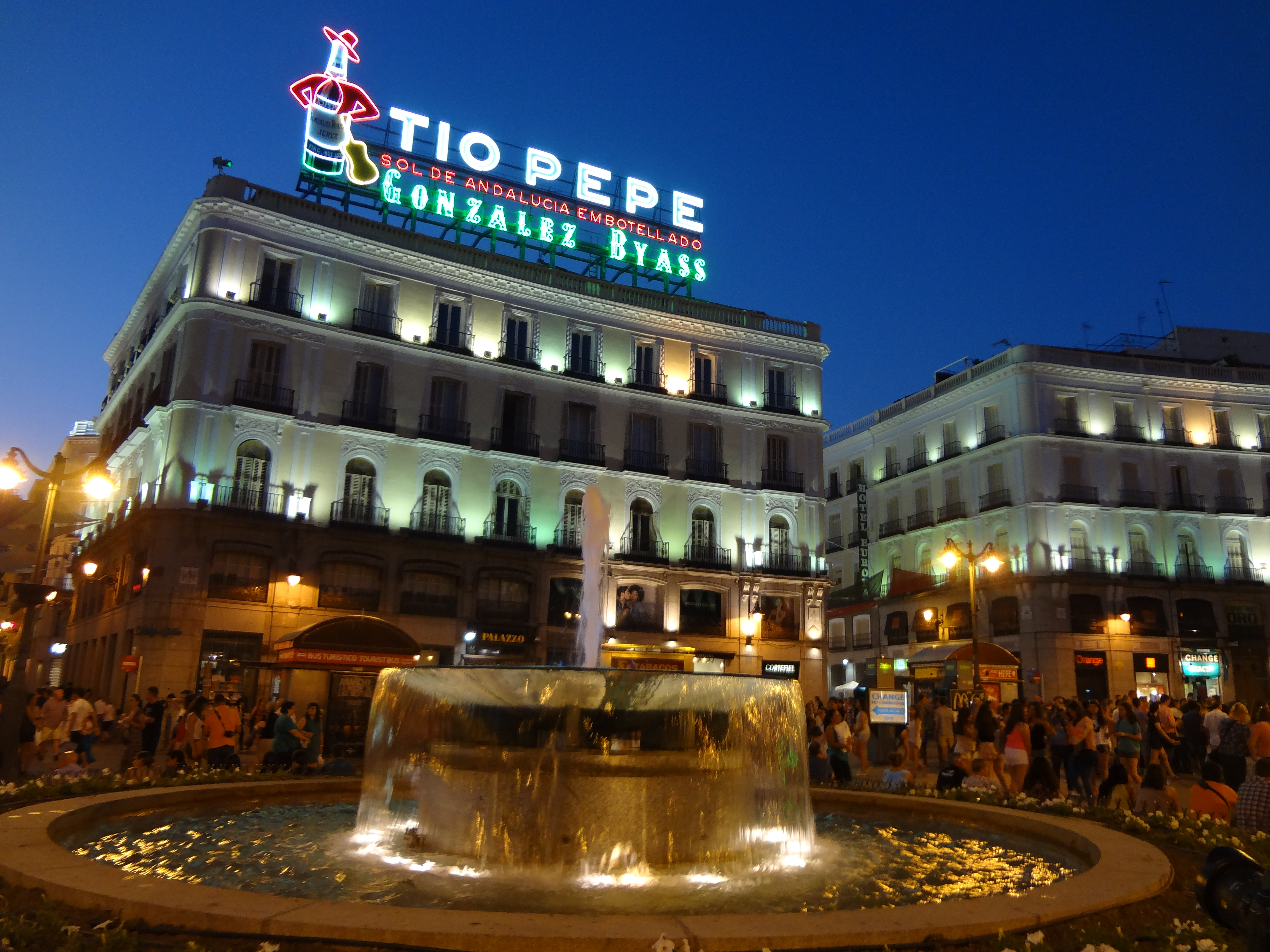
プエルタ・デル・ソル広場にある「ティオ・ペペ」の看板
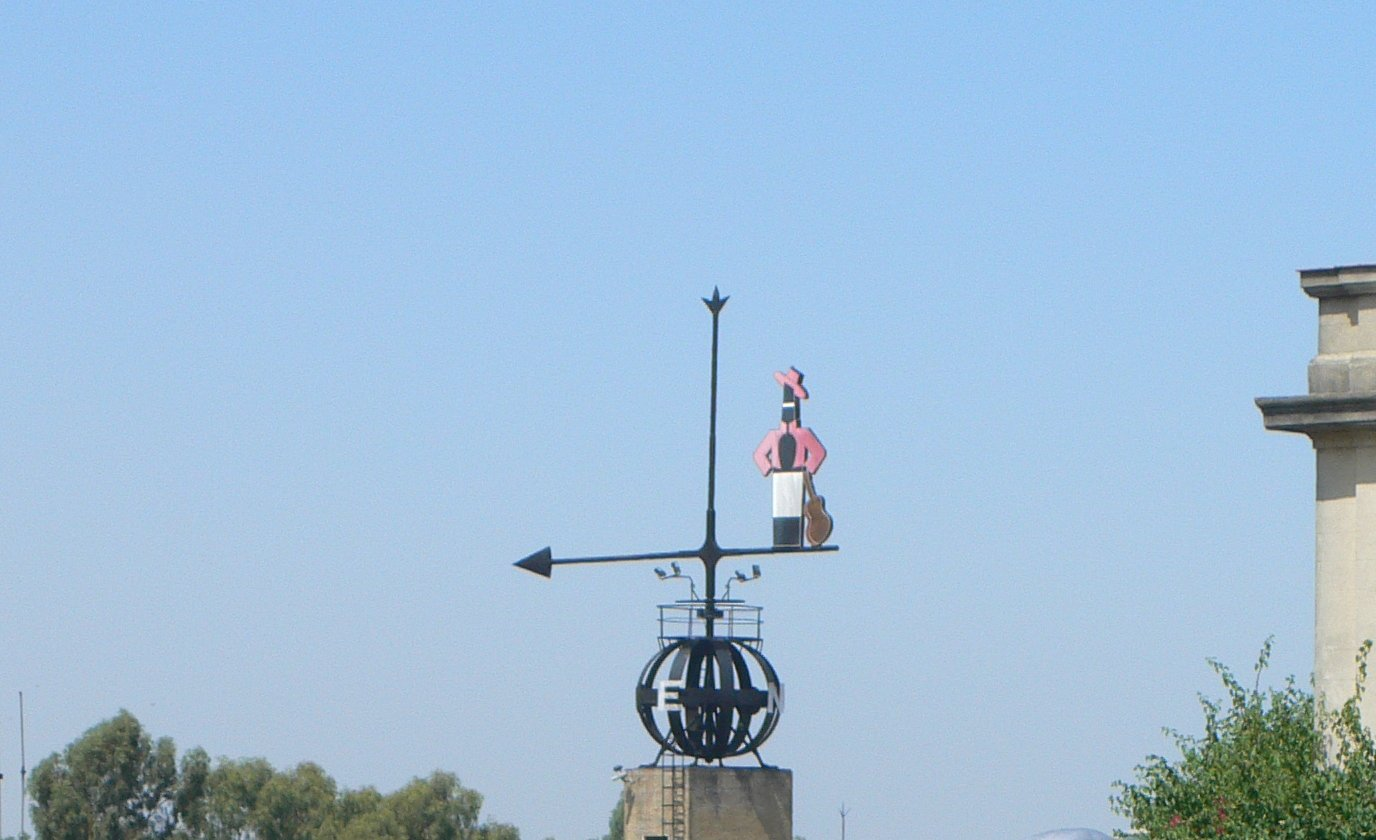
ヘレス・デ・ラ・フロンテーラにある世界最大の風向計

## 受賞
2010年の国際ワイン&スピリッツ競技会では年間最優秀ワイン生産者に選ばれた。2014年の国際ワインツーリズム賞では最優秀ビジターセンターに選ばれた。